# Ellerbach Bertold
Monyorókeréki Ellerbach Bertold (Elderbach, ? – 1470/71), Verőce megye főispánja 1462 és 1464 között, Vas vármegye főispánja 1469-ben, erdélyi vajda 1456 és 1467 között, földbirtokos.

## Élete
Dél-német eredetű családból származott. Apja Ellerbach János trencséni várnagy, földbirtokos. Felesége a felsőlendvai Széchy családnak a sarját, Széchy Borbálát vette feleségül.
1455-57-ben udvari vitéz, 1458-59 lovászmester. Felesége révén csatlakozott a nyugat-magyarországi főnemesek I. Mátyás elleni lázadásához (1459) és támogatta III. Frigyes német-római császár magyar királlyá választását. 1462-ben hűséget fogadott Mátyásnak és kegyelmet kapott. 1462-64-ben a verőcei ispán, 1464-65-ben ismét lovászmester. A vajdai méltóságot 1465-67-ben töltötte be. 1467-ben csatlakozott az erdélyi lázadáshoz, sőt annak egyik vezetője lett. Miután Mátyás király elfojtotta a lázadást, behódolt, tisztségét azonban elvesztette birtokait viszont megtarthatta. 1469-től vasi ispán volt.
Fiával, Jánossal kihalt a család, vagyonukat Bakócz Tamással kötött örökösödési szerződés alapján az Erdődyek szerezték meg.